# 플로렌스 앤 더 머신
플로렌스 앤 더 머신(Florence and the Machine, Florence + the Machine)은 잉글랜드의 인디 록 밴드로, 플로렌스 웰츠, 이사벨라 서머스 등의 보컬과 배경 음악을 연주하는 음악가들로 이루어져 있다.

## 음반 목록
- Lungs (2009)
- Ceremonials (2011)
- How Big, How Blue, How Beautiful (2015)
- High as Hope (2018)
- Dance Fever (2022)